# Juego de realidad mixta
Un juego de realidad mixta (o juego de realidad híbrida) es un juego que tiene lugar en la realidad y en la realidad virtual simultáneamente. Según Souza de Silva y Sutko, la característica definitoria de tales juegos es su "carencia de espacio de juego primario; estos juegos se juegan simultáneamente en espacios físicos, digitales o representados (como un tablero de juego)". Hay equivalencia en las definiciones pertenecientes a su existencia en la realidad mixta. Según la definición para realidad mixta de Paul Milgram y Fumio Kishino para el Virtuality Continuum, los juegos de realidad virtual no son juegos de realidad mixta, porque  tienen lugar sólo en la realidad virtual. Souza de Silva y Sutko mantienen que los juegos de realidad híbrida son un subconjunto  de los juegos pervasivos.
Spectrek, Ingress y Gbanga son ejemplos de juegos de realidad mixta en teléfonos inteligentes Android y iPhone. Can you see me now? es un juego de persecución urbano donde los jugadores se mueven por las calles de una ciudad, mientras otros siguen en línea su localización GPS.